# Sredstvo proti zmrzovanju
Sredstvo proti zmrzovanju (ali s tujko: antifriz) je kemični aditiv, ki znižuje zmrzišče tekočine na osnovi vode. Je mešanica, ki se uporablja za dosego nižje točke zmrzovanja v hladnih okoljih in dosega tudi višje vrelišče, kar omogoča višjo temperaturo hladilne tekočine. Zmrzovalna in vreliščna točka so koligativne lastnosti raztopine, ki so odvisni od koncentracije raztopljene snovi.
Ker ima voda dobre lastnosti kot hladilno sredstvo, se skupaj s sredstvom proti zamrzovanju uporablja v motorjih z notranjim zgorevanjem in pri drugih uporabah za prenos toplote, kot so npr. v hladilnih sistemih in solarnih grelnikih vode. Namen sredstva proti zmrzovanju je preprečiti, da bi togo ohišje popokalo oziroma se drugače katastrofalno deformiralo zaradi raztezanja, ko se voda spremeni v led. Komercialno je na voljo bodisi kot dodatek vodi ali kot že pripravljena zmes. Skrbna izbira sredstva proti zamrzovanju lahko omogoči širok temperaturni razpon, v katerem zmes ostane v tekočem stanju, ki je ključnega pomena za učinkovit prenos toplote in pravilno delovanje toplotnih izmenjevalcev.
Sredstva proti zamrznitvi se običajno uporabljajo tudi za razledenitev površin, kot so npr. krila letala. Soli se tudi pogosto uporabljajo za razledenitev (npr. posipanje cestišča), vendar pa se zaradi korozije raztopine soli ne uporabljajo za hladilne sisteme.

## Metanol
Metanol (znan tudi kot metilni alkohol, karbinol, les alkohol, lesna nafta ali lesnih žgane pijače) je kemična spojina s kemijsko formulo CH3OH. To je najenostavnejši alkohol, in je lahka, hlapljiva, brezbarvna, vnetljiva, strupena tekočina z značilnim vonjem, ki je nekoliko blažji in slajši kot etanol (etilni alkohol). Pri sobni temperaturi je polarno topilo, ki se uporablja kot sredstvo proti zamrzovanju, topilo, gorivo, in kot denaturant za etanol. Za uporabo pri strojih ni razširjen, vendar pa ga je mogoče najti v avtomobilski tekočini za čiščenje vetrobranskih stekel, odmrzovanje in kot dodatek bencina.